# تشی آمریکای شمالی
 تشی آمریکای شمالی(نام علمی: Erethizon dorsatum) نام یک گونه از راسته جوندگان است.